# Teresita Antazú
Teresita Irene Antazú López (Pasco, Perú) es una lideresa del pueblo yanesha, defensora de los derechos indígenas u originarios amazónicos, promotora de los derechos de las mujeres indígenas y su participación política. Es la primera mujer "cornesha", máxima autoridad en la Unión de Nacionalidades Ashaninkas-Yanesha y la primera mujer indígena en ser elegida dirigenta nacional.

## Trayectoria
Inició su liderazgo como dirigenta desde los 19 años, participando en la Federación de Comunidades Nativas Yanesha' (FECONAYA) desde muy joven, en su inquietud de incrementar la participación de mujeres en su federación, se desempeñó en la redacción de documentos para la titulación de tierras y luego fue elegida en el cargo de asuntos femeninos. Identificando principalmente que las mujeres no tenían acceso a la educación, ni tenían un oficio para generar su propia economía. Frente a esta realidad, en el año 2016 fue elegida secretaría de Asuntos Femeninos de la Federación Regional Indígena Awajun del Alto Mayo (FERIAAM). Formó comités de artesanas en las comunidades nativas del Alto Mayo, capacitando a comunidades nativas en la generación de pequeñas empresas y generando espacios de empoderamiento político para mujeres indígenas, como responsable política del Programa Mujer Indígena de la Asociación Interétnica de Desarrollo de la Selva Peruana (AIDESEP), cargo que desempeña hasta la actualidad, garantizando sus derechos a la participación política y en la toma de decisiones sobre sus comunidades. También se desempeñó como dirigente del Consejo Directivo Nacional de la AIDESEP por dos periodos.

## Hostigamiento judicial
Tras los hechos sucedidos durante el baguazo, el 5 junio del año 2009. El Procurador de los Asuntos de Orden Público del Ministerio del Interior Julio Talledo Chávez, interpuso una denuncia contra Teresita Antazú y otros dirigentes de AIDESEP, por el delito contra la tranquilidad pública. Al igual que la fiscal Silvia Jacquelin Sack Ramos, quien la denunció por el delito de apología a los delitos de sedición y motín, sin pruebas. Esta denuncia se realizó en el marco de la protesta amazónica en la que se reclamaba la derogatoria de los decretos legistativos que vulneraban los derechos de los pueblos indígenas. El 15 de mayo del mismo año, en Lima, Teresita Antazu participó de una conferencia de prensa junto a 14 dirigentes más, siendo esta participación el motivo de su denuncia.
El 27 de agosto del año 2009, la defensa de Antazú, representada por la doctora Ivonne Macassi argumentó ante la Sexta Sala Penal su pedido de cambiar la orden de detención por comparecencia. Obteniendo la resolución el 19 de septiembre, por parte de la Sexta Sala Penal de la Corte Superior de Lima, presidida por el Dr. Carlos Escobar Atezano, otorgando la comparecencia a Teresita Antazú, así como a los dirigentes de AIDESEP, Marcial Mudarra, Cervando y Saúl Puertas.

## Premios y reconocimientos
En el año 2022, fue reconocida como Personalidad Meritoria de la Cultura por el Estado Peruano, tras su destacada labor en favor de las pueblos indígenas u originarios como defensora de sus derechos y promotora de la participación política de la mujer indígena.